# Airaphilus chotanicus
Airaphilus chotanicus es una especie de coleóptero de la familia Silvanidae.

## Distribución geográfica
Habita en China y Turquestán.